# Cá nóc dẹt ba vằn
Cá nóc dẹt ba vằn (danh pháp khoa học: Canthigaster coronata) là một loài cá nóc phân bố ở Ấn Độ Dương-Tây Thái Bình Dương. Loài này dài 14 cm. Đôi khi nó được nuôi làm cá cảnh.